# 올리비아 버넷
올리비아 버넷(Olivia Burnette, 1977년 3월 24일 ~ )은 미국의 배우, 텔레비전 배우, 영화배우이다.
샌클레멘테에서 태어났다.

## 영화
- 선스 오브 아나키 (2008년)
- NCIS 시즌2 (2004년) - 사라 로웰 역
- 휘플의 반항 (2001년)
- 일리언 5 (1998년)
- 아이 포 아이 (1996년)
- 가시나무 새 2 (1996년)
- 퀵 앤 데드 (1995년) - 캐이티 역
- 위험한 동침 (1992년)
- 최종 판결 (1991년)
- 사선을 넘어 - TV 시리즈 (1989년)
- 위기의 핵폭발 (1988년)
- 자동차 대소동 (1987년) - 마티 페이지 역
- 할아버지는 멋쟁이 (1986년)